# Crinifer
A Crinifer a madarak osztályának turákóalakúak (Musophagiformes) rendjébe tartozó turákófélék (Musophagidae) családjába tartozó nem.

## Fajai
A Crinifer nemnek 2 faja van:
- nyugati lármásmadár (Crinifer piscator)
- keleti lármásmadár (Crinifer zonurus)

## Táplálkozásuk
A Crinifer nem mind a két faja fügét és más gyümölcsöket eszik.

## Előfordulása
A Crinifer nem összes fajának a lakó helye Afrikában van. A keleti lármásmadár Kelet-Afrikában, a nyugati lármásmadár Nyugat-Afrikában lakik.

## Megjelenése
A Crinifer nem fajainál a hím és a tojó között nincs sok különbség.